# Murales en Irlanda del Norte
Los Murales en Irlanda del Norte son un ejemplo de muralismo de carácter político, habiéndose convertido en símbolos históricos que describen esencialmente las divisiones pasadas y presentes de la región. En Irlanda del Norte, y principalmente motivados por el conflicto armado conocido como los Troubles, se encuentran algunos de los más famosos murales de simbología política. Desde la década de 1970 se han documentado casi dos mil. Lo más habitual es que representen exclusivamente una facción política de las enfrentadas en dicho conflicto, la unionista o la republicana irlandesa. Aun así, también existen murales dedicados a otros conflictos políticos, o incluso sin significación política alguna.
Con el tiempo y tras la finalización del conflicto con el Acuerdo de Viernes Santo de 1998, los murales se han ido convirtiendo en una atracción turística del Úlster.

## Historia

Mural conmemorativo del cincuentenario del reinado de Isabel II, Belfast. En la parte inferior se puede leer:
Nosotros los súbditos británicos del Ulster
prometemos nuestra lealtad
a su Majestad Soberana
la Reina Isabel II
ahora y para siempre.

La gran mayoría de los murales de Irlanda del Norte promueven los principios políticos del republicanismo irlandés o el lealismo del Úlster, a menudo a través de la exaltación de grupos paramilitares como el IRA Provisional o la Fuerza Voluntaria del Úlster (Ulster Volunteer Force, UVF), mientras que otros son homenajes conmemorativos que recuerdan a las personas que perdieron sus vidas en atentados y ataques terroristas de diversas facciones. 
Uno de los más conocidos se sitúa en la esquina de las calles Lecky y Fahan, en Derry, y es conocido como la "esquina del Derry Libre" (Free Derry Corner). Allí se pintó en 1969, tras la Batalla del Bogside, el eslogan "You Are Now Entering Free Derry" (Está usted entrando en el Derry Libre), indicando que en el barrio católico del Bogside no se reconocía la soberanía británica. Sin embargo, es posible dudar de su condición de mural, ya que consiste únicamente en palabras sin imágenes. La Free Derry Corner tuvo su contestación muralística en el "You Are Now Entering Loyalist Sandy Row" de Belfast.
No todos los murales de Irlanda del Norte son de naturaleza política y religiosa. Algunos conmemoran acontecimientos como la Gran Hambruna irlandesa (1845-1849) y otros momentos de la Historia de Irlanda. Muchos también muestran imágenes de la mitología irlandesa, aunque a menudo incorporadas a murales políticos (por ejemplo, el conocido como Red Hand Mural de Shankill, que muestra la fundación mítica del Úlster). Unos pocos murales evitan temas irlandeses, manifestando mensajes neutrales como la prevención de enfermedades o la novela El león, la bruja y el armario de C. S. Lewis. Los murales que representan la paz y la tolerancia han adquirido cierta populaidad, especialmente cerca de instalaciones escolares, siendo a menudo diseñados y pintados por niños. 
Adicionalmente, muchos paramilitares de ambos bandos reincorporados a la comunidad han apoyado la eliminación de los murales con mensajes más ofensivos. Esta actitud fue fomentada en el año 2007, cuando los artistas del Bogside fueron invitados a Washington D. C. al Smithsonian Folk Life Festival. Los tres artistas invitados recrearon murales en el National Washington Mall.

## Galería

### Republicanos/Nacionalistas irlandeses

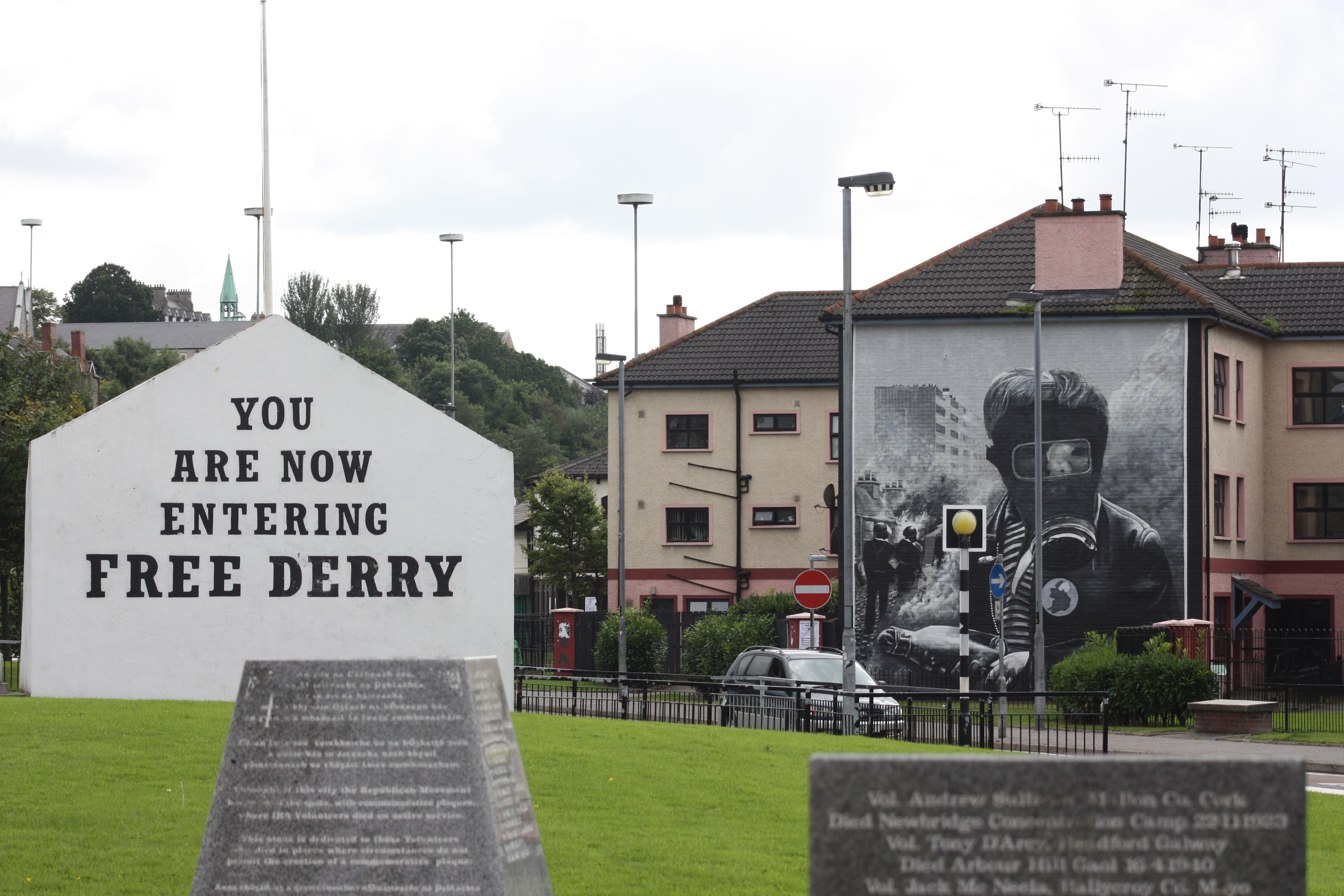
El famoso mural de la Free Derry corner (Derry).

### Unionistas/Lealistas

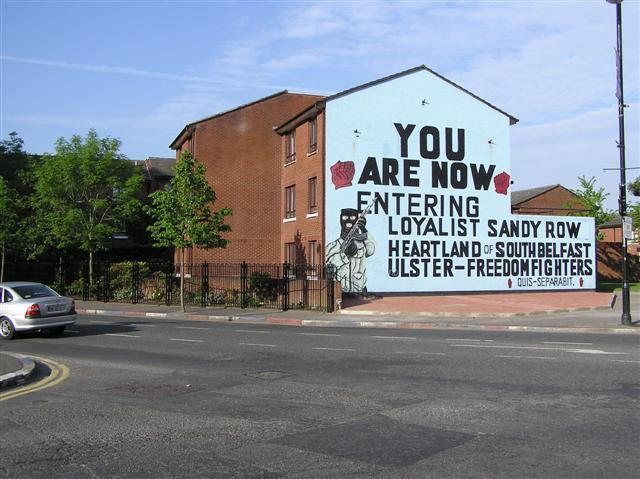
Mural que muestra los asesinatos republicanos.
Mural en Bangor. En la esquina inferior izquierda se conmemora la participación de las tropas norirlandesas en la Batalla del Somme, símbolo recurrente en el bando lealista.
Mural dedicado al UVF en Carrickfergus. El lema dice Por Dios y por el Ulster.